# كاتيون أمونيوم رابعي

أيون أمونيوم رابعي موجب. مجموعات R قد تكون مجموعات ألكيل أو آريل متماثلة أو مختلفة. أيضا قد تكون مجموعات R متصلة.

كاتيونات الأمونيوم الرباعية وتعرف أيضًا بمركبات الأمونيوم الرباعية (quats)، وهي عبارة عن أيونات متعددة الذرات موجبة الشحنة صيغتهاNR+4؛ حيث Rعبارة عن مجموعة ألكيل أو مجموعة أريل، على عكس أيون الأمونيوم (NH+4) وكاتيونات الأمونيوم الأولية والثانوية والثالثية فإن كاتيونات الأمونيوم الرباعية ذات شحنة ثابتة بغض النظر عن درجة حمضية (PH) محاليلها.
أملاح أو مركبات الأمونيوم الرباعية (يعبر عنها بالأمينات الرباعية في مجال البترول) هي عبارة عن أملاح لكاتيونات الأمونيوم الرباعية.

## التركيب
ويتم تحضير مركبات الأمونيوم الرباعية عن طريق امينات الألكيلات الثلاثية، في عملية تسمى التربيع. عادة ماتكون إحدى مجموعات الألكيل التي في الأمين أكبر من الآخرين. ان إحدى المركبات المستعملة لتكوين كلوريد البنزالكونيوم هي من سلسلة طويلة من ألكيل ثنائي ميثيل أمين وكلوريد البنزيل.
CH3(CH2)nN(CH3)2 + ClCH2C6H5 → CH3(CH2)nN(CH3)2CH2C6H5]+Cl-

## تطبيقات
وتستخدم أملاح الأمونيوم الرباعية كمطهرات، ومؤثرات سطحية ومنعم للنسيج (بالإنجليزية: fabric softeners)‏، ومضادات للشحن الكهربائية الساكنة (على سبيل المثال في الشامبو. اما في سائل ملطف النسيج، غالبا ما تستخدم أملاح كلوريد ومراهم قتل الحيوانات المنوية تحتوي أيضا على أملاح الأمونيوم الرباعية.

### مضادات الميكروبات
وتستخدم بعض مركبات الأمونيوم الرباعية، وخاصة تلك التي تحتوي على الكيل ذو السلاسل طويلة، كمضادات للجراثيم وكمطهرات. ومن الأمثلة على ذلك كلوريد البنزالكونيوم وكلوريد البنزيثونيوم وكلوريد سيتالكونيوم، وكلوريد سيتيل بيريدينيوم، ومركبات سيتريمونيوم وسيتريميد وكلوريد وبروميد رباعي إيثيل الأمونيوم وبرميد دوميفين.
وهو جيد أيضا ضد للفطريات، مثل فيروس الاميبا، والفيروسات المغلفة،  فهذا المركب يعمل على تعطيل غشاء الخلية الفيروسية. ان مركبات الأمونيوم الرباعية هي مركبات قاتلة لطائفة واسعة من الكائنات الحية باستثناء الأبواغ، والسل المتفطر، والفيروسات الغير مغلفة، والنيابة الزائفة. وبعض أنواع النيابة الزائفة يمكنها ان تنمو فيه وتعيش عليه.
وعلى النقيض من الفينول، فإن مركبات الأمونيوم الرباعية ليست نشطة جدا في وجود مركبات عضوية. ومع ذلك، فإنها تكون نشطة جدا عند وجود مركب الفينول.ويمكن تعطيل مفعول مركبات الأمونيوم الرباعية باستخدام الصابون، ومنظفات أخرى، وألياف القطن أيضا، ولا ينصح باستخدامه مع الماء العسر. فإن المستوى الفعال هو 200 جزء في المليون. وهو فعال في درجات حرارة تصل إلى 212 درجة فهرنهايت (أي 100 درجة مئوية).
إلى جانب هيبوكلوريت الصوديوم، فإن أملاح الأمونيوم الرباعية تعتبر المواد الكيميائية الأولية المستخدمة كعوامل للتعقيم في صناعات الأطعمة.

### محفزات المراحل الانتقالية
في المركبات العضوية، تعمل أملاح الأمونيوم الرباعية كمحفزات للمراحل الانتقالية. ومثل هذه المحفزات تعمل على تسريع التفاعلات بين الكواشف المذابة في المذيبات. يتم صناعة كاربن كلوريد ثنائي شديد التفاعل عن طريق فينيل ثيوكرباميد وذلك بتفاعل كلوروفورم وهيدروكسيد الصوديوم.

## الآثار الصحية
كاتيونات الأمونيوم الرباعية لديها مجموعة من التأثيرات الصحية: من بينها أنها قد تسبب تَهيُج جلدى طفيف وتَهيُج تنفسى، وقد تصل إلى حروق في الجلد وبطانة الجهاز الهضمى (اعتماداً على التركيز)، واضطراب في الجهاز الهضمى (الغثيان، والقئ) والغيبوبة والتشنجات وانخفاض ضغط الدم والموت.
يعتقد أن هذه المركبات هي المسؤولة عن رد الفعل التحسسى الذي يحدث عند استخدام العقاقير العصبية العضلية أثناء التخدير العام في الجراحة.
وقد وجد أن أحد أملاح كاتيون الأمونيوم الرباعي Quaternium-15 في معظم الأحيان هو السبب في التهاب الجلد التماسي لليدين- contact dermatitis - (1605 بنسبة 16.5% من 959حالة).

## الأعراض التكاثرية المحتملة في حيوانات التجارب
المطهرات التي تحتوى أمونيوم رباعى عرفت مبدئيًا على أنها المسببة لطفرات العيوب الخلقية ومشاكل الخصوبة لدى فئران المختبر.

## تحديد الكمية
من الصعب تحديد كميات مركبات الأمونيوم الرباعية في العينات البيئية والبيولوجية من خلال تقنية التفريق اللونى (الكروماتوجرافى) لأن هذه المركبات عالية الذوبانية في الماء، لكن يمكن تحليل هذه المركبات باستخدام تقنية الكروماتوجرافى السائل جنبًا إلى جنب مع تقنية الطيف الكتلى وهذه طريقة استثنائية.
وذلك تحت ظروف تأينية قياسية (باستخدام خاصية الترذيز الألكترونى ESI)حيث أن مركبات الأمونيوم الرباعية الأحادية والثنائية منها تميل إلى تكوين أيونات جزيئة ذات الصيغة mq/zqبدلًا من الصيغة m + z/z.
من الملاحظ تكوين المركبات الرباعية -الثنائية للصيغة mq/2 كأيونات أولية وللصيغة mq/1 كأيونات ناتجة وذلك لفقدان أحد الشحنتات الرباعية أثناء عملية CID- -البحث الجنائي.
في مركبات الأمونيوم الرباعية الثنائية هذه العملية يمكن أن تتسبب في تكوين قطع أيونية ذات كتلة كبيرة بالمقارنة بأيوناتها الأولية؛ وقد ذُكرأن الفصل بالتفريق اللونى السائل بالتفاعل الكاره للماء أظهر نجاح في فصل مركبات الأمونيوم الرباعية.

## معرض صور

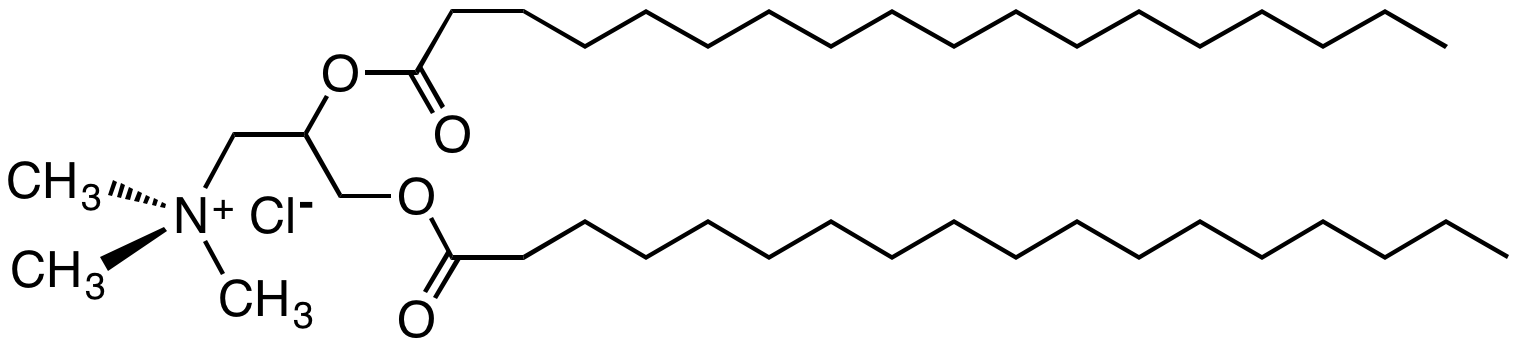
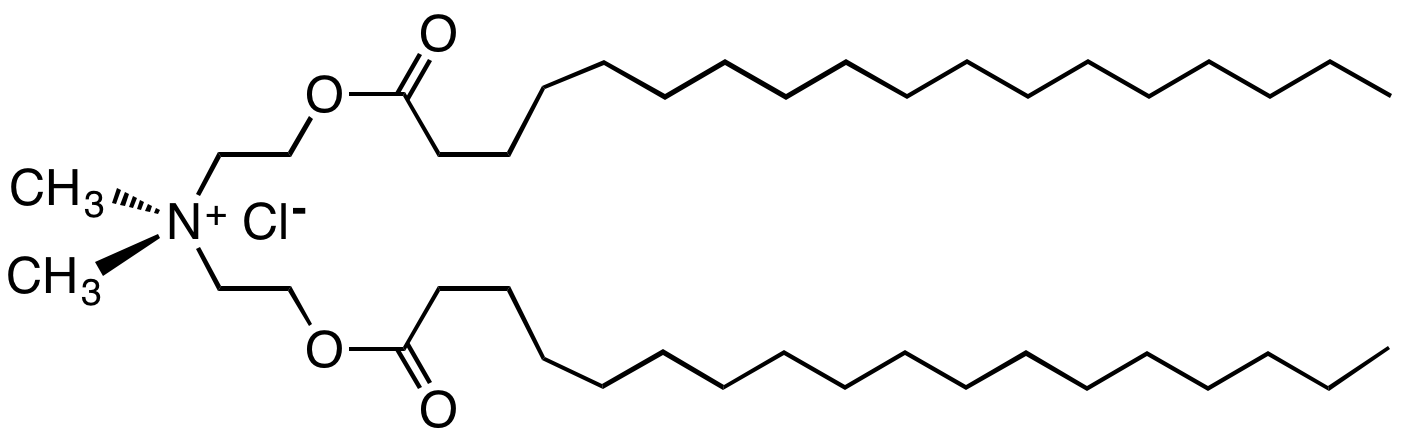
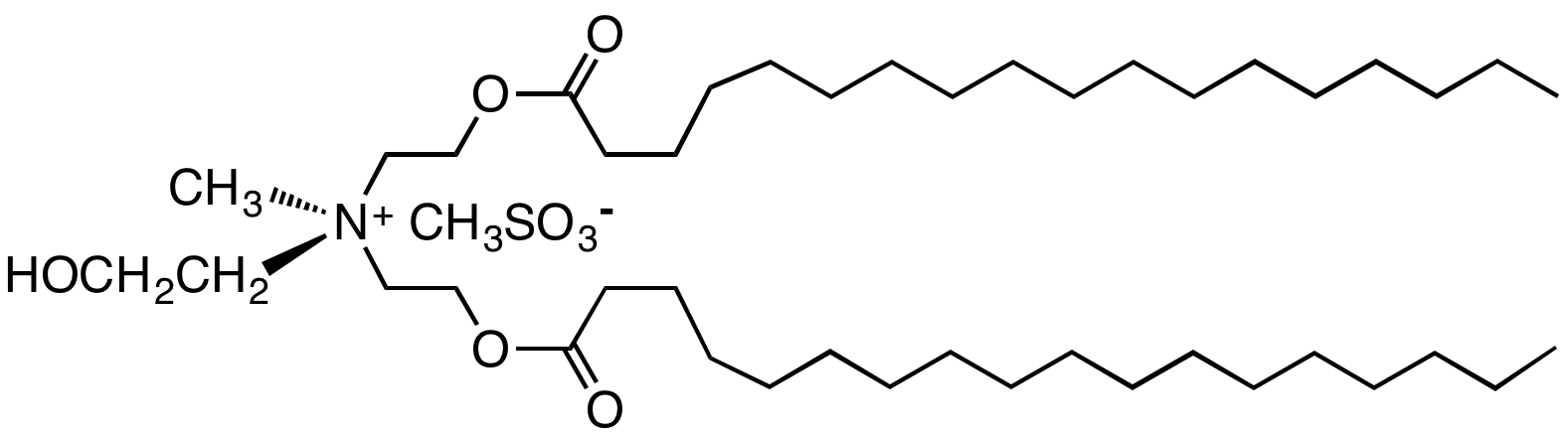
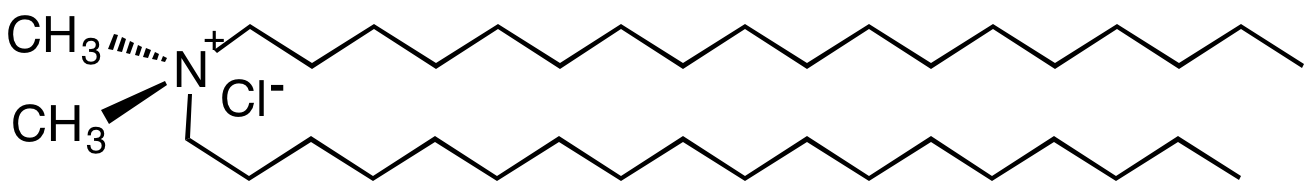

## اقرأ أيضاً
- فلوريد رباعي بوتيل الأمونيوم

## وصلات خارجية
- Toxicities of quaternary ammonium